# Sharif Harir
Sharif Harir, DMG Šarīf ʻAbd Allāh Ḥarīr, vereinfachte Umschrift Scharīf ʻAbd Allāh Harīr, englische Umschrift auch Sharif Abdalla Harir (* vor 1983), ist ein Anthropologe und Politiker aus Norddarfur im Sudan, der zu den Zaghawa gehört.
Harir war Führer und Sprachrohr der Sudanesischen Befreiungsarmee/-Bewegung und Vizepräsident der National Democratic Alliance. Er ist gemäß Mahmood Mamdani ein bedeutender Theoretiker des Darfur-Konflikts. Zu diesem und anderen regionalen Themen verfasste er zahlreiche Artikel und Bücher; Harirs bekannteste Schriften sind Old-timers and new-comers von 1983 und Short-cut to decay von 1994.